# Compañía Española de Minas del Rif

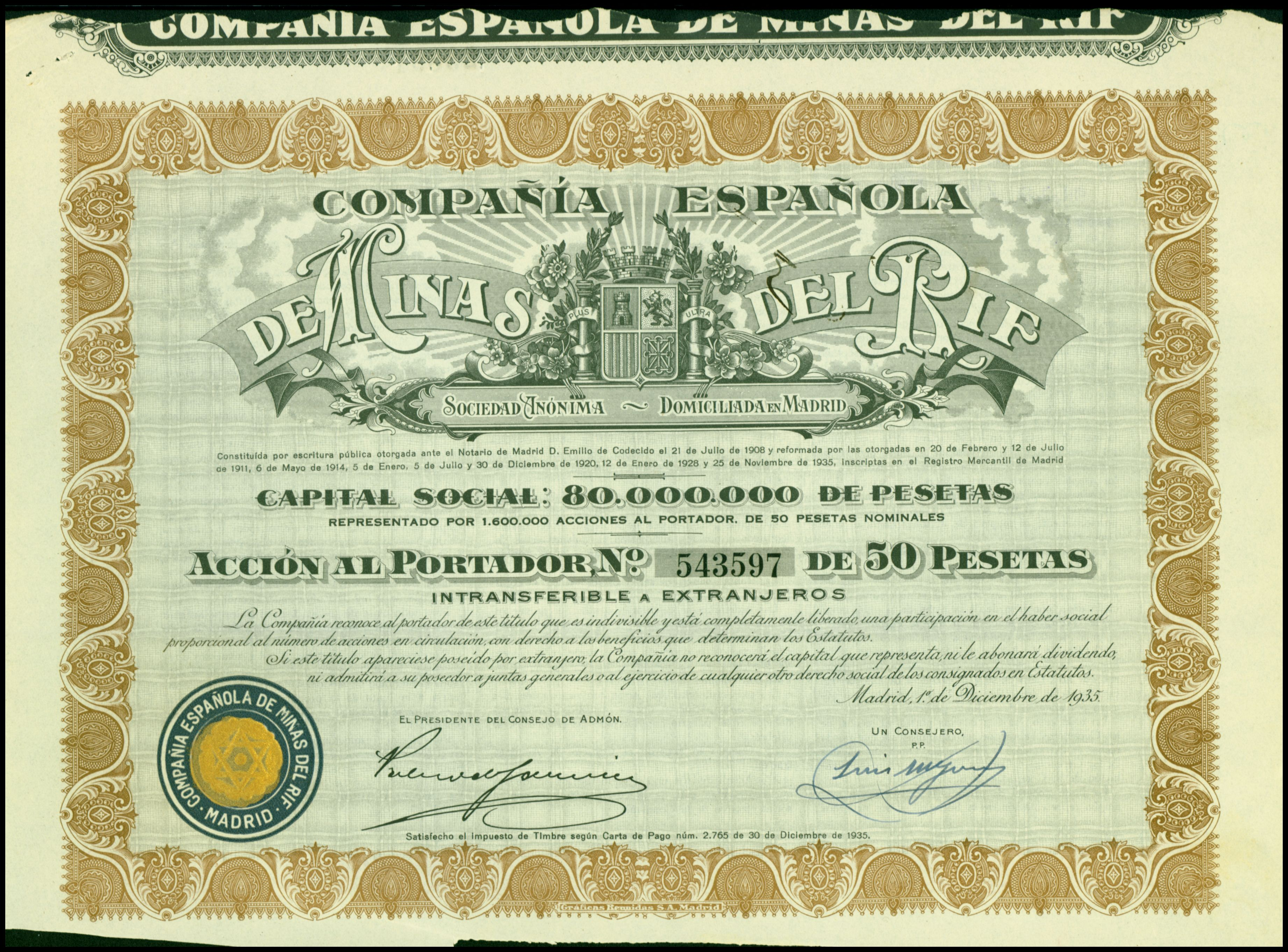
Aktie über 50 Peseten der Compañía Española de Minas del Rif von 1935

Die Compañía Española de Minas del Rif S.A. (CEMR) war eine Aktiengesellschaft, die in Spanien gegründet wurde, um im Protektorat Spanisch-Marokko Eisenerz auszubeuten.
Die Aktien der CEMR konnten ab dem 21. Juli 1908 erworben werden. Das vorrangige Unternehmensziel war die Ausbeutung von Eisenerzvorkommen in den Bergen Uixán und Axara, welche im Massiv des Beni-bu-Ifrur lagerten und in der Region Guelaya der heutigen Provinz Nador liegen. Die Mine lag 15 Kilometer südöstlich von Nador und 28 Kilometer vom Hafen von Melilla entfernt.

## Geschichte
Die Aktiengesellschaft hatte mit Muley Mohamet, einem angeblichen Kalifen, der auch unter dem Namen Bou Hamara bekannt war, ein Abkommen über die Erschließung und Nutzung der örtlichen Minen abgeschlossen. Bou Hamara wurde am 8. August vom mächtigsten Berberstamm der Region, den Banu Waryaghal (Aith Waryaghar in der Sprache der Berber), entführt. In der Folge entwickelte sich der bewaffnete Konflikt um Melilla 1909.
Im Protektorat Spanisch-Marokko wurde als Ansprechpartner für die Compañía Española de Minas del Rif das Amt des Jalifa eingerichtet. Dieses Amt wurde zuletzt von Muley el Hassán ben el Mehdi wahrgenommen, der 1984 starb.
Im Jahr 1924 wurden neue Installationen zur Be/Entladung des Minerals eingeweiht. 1927 erreichten die Erzexporte 710.678 Tonnen, aber mit der Weltwirtschaftskrise von 1929 sank die Nachfrage auf 146.500 Tonnen. Im Jahr 1935 erholten sich die Exporte und stiegen auf 900.000 Tonnen.
Das Unternehmen war bis 1969 aktiv, änderte seinen Namen und Aktivitäten auf ETSA. Ein marokkanisches Bergbauunternehmen, SEFERIF übernahm den Erztransport und nutzte die Installationen in Melilla bis Juli 1980. Im Jahr 1982 wurden die verbleibenden Installationen im spanischen Melilla endgültig aufgegeben.